# Sol Sánchez Maroto
Sol Sánchez Maroto (Madrid, 1 d'abril de 1970) és una política, activista i sociòloga espanyola.
Nascuda l'1 d'abril de 1970 a Madrid, es va llicenciar en Ciències Polítiques i Sociologia i en Antropologia. Militant d'Attac Espanya, va ser escollida com a candidata al número 2 de la llista d'Unitat Popular per Madrid de cara a les eleccions generals de 2015, i es va convertir en un dels dos únics diputats de la candidatura al Congrés al costat d'Alberto Garzón durant l'efímera onzena legislatura. A nivell orgànic es va convertir en co-portaveu d'IU-Madrid el 2017, quan va substituir Chus Alonso. Candidata dins de la llista de Unidos Podemos per a les eleccions generals de 2016, no va revalidar en primera instància el seu escó de diputada. No obstant això, tornaria al Congrés cobrint la vacant causada per la renúncia a l'acta de diputat d'Íñigo Errejón el 2019. Va prendre possessió de l'escó el 22 de gener.